# 奧拉施之戰
奧拉施之戰為大土耳其戰爭的一部分，發生在由薩克森選侯國奧古斯特二世率領的哈布斯堡軍隊圍攻鄂圖曼的蒂米什瓦拉之後。1696年8月26日，在得知蘇丹穆斯塔法二世的救援部隊正從潘切沃正在渡過多瑙河之後，奧古斯特便放棄圍攻，前往與鄂圖曼軍隊交戰。該戰役最後以雙方傷亡慘重的結果打平。不過從戰略上可以認定鄂圖曼帝國於此次戰役為勝者，因為他成功地保衛住蒂米什瓦拉免於淪陷。

## 戰役細節
奧拉施之戰在傍晚五點左右開始。在該戰中，哈布斯堡軍隊左翼損失慘重，中軍、右翼方面則更佔優勢。入夜之後該戰便停止了，隔天後雙方都撤出戰場。其中哈布斯堡帝國指揮官海斯勒伯爵在戰後幾天傷重不治。哈布斯堡方面大約有三千人死傷；鄂圖曼方面則損失四千人。

## 後續
戰役結果以平局告終，然而，在奧古斯特被迫自行解泰梅斯瓦爾之圍後，蘇丹即宣布勝利並因此取得作戰上的成功。根據歷史學家東尼·夏普的說法，這場戰鬥除了結果為平局之外，很難得出其他任何結果；英國歷史學家羅伯特·塞頓-沃森表示這是一場「無足輕重的戰役」；而根據於1817年至1845年出版的《大都會百科全書》表示，「突厥人宣稱了勝利，但實際上雙方都沒有取得明顯地戰略優勢」。
不久後，哈布斯堡軍隊接管了貝加河，並在蒂特爾與分離的軍團重合。在1696年秋，奧古斯特辭去職務，並在揚三世·索別斯基駕崩後返回波蘭並繼承了那裏的王位；同年，利奧波德皇帝任命從萊茵河前線歸來的有才年輕將領歐根親王為新總司令。他在之後的1697年9月11日，以少量軍隊在森塔戰役與鄂圖曼軍隊正面交鋒，並讓鄂圖曼嘗到開戰以來最慘重的的一次敗北。

## 註腳
1. 1 2  Mikaberidze 2011，第970頁.
2. ↑  Dyer 1864.
3. ↑  Seton-Watson，第192頁.
4. 1 2  Sharp 2001，第279頁.
5. 1 2 3 4 5 6 7  Sharp 2001，第125頁.
6. 1 2  Encyclopaedia & Smedley 1845，第666頁.
7. ↑  Seton-Watson.
8. ↑  Uyar & Erickson 2009，第103頁.
9. ↑  Dyer 1864，第114頁.
10. ↑  Seton-Watson，第91頁.
11. ↑  von Poten 1878，第187頁.
12. ↑  Charles W. Ingrao 2000，第1672頁.
13. ↑  杜子信. . 臺北: 三民書局. 2020: 101. ISBN 978-957-14-6771-9.